# Caressa Cameron
Caressa Cameron (Fredericksburg, 4 agosto 1987) è una modella statunitense, eletta Miss America nel 2010.

## Biografia
Diplomatasi presso la Massaponax High School, ha frequentato in seguito l'università Virginia Commonwealth University a Richmond. Si è classificata seconda ai concorsi di Miss Virginia del 2006 e del 2007. Al concorso del 2008, Cameron è stata nominata prima classificata.  Grazie a questo piazzamento, Cameron si è qualificata per partecipare al concorso nazionale Sweetheart 2008, dove Miss Virginia è stata poi nominata quarta classificata.
Il 28 giugno 2009 ha vinto il titolo di Miss Virginia, titolo per cui aveva gareggiato già nei due anni precedenti. Il 30 gennaio 2010 Caressa Cameron ha vinto il titolo di Miss America 2010 presso il Planet Hollywood di Las Vegas, battendo le altre cinquantadue rappresentanti degli Stati Uniti, e diventando la terza Miss Virginia a vincere il titolo.
La Cameron è l'ottava donna afroamericana a vincere il prestigioso titolo. La prima donna afroamericana ad ottenerlo fu Vanessa L. Williams nel 1984, che fu seguita negli anni successivi da Suzette Charles. Caressa Cameron ha il primato di essere la prima rappresentante afroamericana fra le tre Miss Virginia ad essere state incoronate Miss America.